# 布鲁诺·富尼耶
布鲁诺·富尼耶（法語：Bruno Fournier，1967年1月10日—），加拿大男子跳水运动员。他曾代表加拿大参加1990年英联邦运动会跳水比赛，获得一枚铜牌。他也曾参加1992年夏季奥林匹克运动会。